# 一酸化炭素センサ
一酸化炭素センサ（いっさんかたんそセンサ）は、一酸化炭素を検出、計測する目的に供されるセンサ。

## 概要
燃焼器具、自動車の排ガス、タバコなどが主な発生源である一酸化炭素は無色無臭のため、感知できないが低濃度でも危険性が高い。そのため、低濃度でも検出可能な素子の開発が望まれてきた。

## 原理
一酸化炭素は還元性のガスなので酸化還元電位を利用して検出する。電気化学式や半導体式等、複数の形式がある。

### 半導体式
半導体表面における一酸化炭素分子の吸着と表面での酸化還元反応による抵抗値の変化を利用する。

### 電気化学式
一種の燃料電池のような構造で電極間に生じる電位差を検出する。電気化学式センサは、応答が遅く、電源を投入してからセンサが機能するまで数分もかかることがある。

## 用途
- 火災報知機
- 排気ガスの分析

## 代表的なメーカー
- フィガロ技研
- ガステック
- 新コスモス電機